# Pilar Herrero
María del Pilar Herrero Hinojo (Fuentes Calientes, 1919-Callosa de Ensarriá, 1999) fue una historiadora de la farmacia española, primera catedrática de historia y legislación farmacéutica de España. Dirigió el Departamento de Historia de la Farmacia y legislación farmacéutica de la Universidad Complutense de Madrid.

## Trayectoria
Entre 1931 y 1934, estudió Bachillerato en el Instituto Provincial de Segunda Enseñanza Alfonso X El Sabio de Murcia. Cursó la carrera de Farmacia y se licenció en la entonces Universidad Central de Madrid. Entre 1950 y 1959, tras licenciarse, ejerció como profesora auxiliar-adjunta en la Facultad de Farmacia de la Universidad de Madrid.
Entre 1950 y 1951, investigó en el Archivo General de Simancas. En 1951 ingresó en la Sociedad Española de Historia de la Farmacia y, un año más tarde, leyó su tesis titulada "Contribución al estudio de la historia de la farmacia en Navarra" dirigida por el historiador de Farmacia y farmacéutico Rafael Folch Andreu. En 1953, publicó su tesis en la revista Archivo Iberoamericano de Historia de la Medicina.
Entre 1958 y 1959, estuvo investigando en el Archivo Histórico Nacional de Madrid. Herrero dedicó toda su vida a la investigación y docencia en esta área y realizó un intenso trabajo en el desarrollo del Museo de la Farmacia Hispana, de su facultad.
En 1963 y 1967 se presentó a oposiciones de las universidades de Madrid y Barcelona para obtener la plaza de profesora agregada de Historia de la Farmacia y Legislación farmacéutica, obteniéndola en 1972 como profesora titular en la Universidad de Madrid. Se convirtió en la primera catedrática de Historia y Legislación Farmacéutica en España. En 1970 publicó "La farmacia en Portugal según su legislación".

## Reconocimientos
En 2020, Herrero fue incluida dentro del proyecto “Mujeres Investigadoras en los Archivos Estatales (1900-1970)” para la descripción archivística y creación de un micrositio específico en el Portal de Archivos Españoles (PARES), desarrollado entre 2020-2023. Este proyecto ha sido impulsado por la Subdirección General de Archivos Estatales, con el objetivo visibilizar la labor de investigación realizada en España por las mujeres en el intervalo 1900-1970 partiendo de los registros documentales que se conservan en los Archivos de Gestión de los AAEE del Ministerio de Cultura (el Archivo Histórico Nacional, el Archivo de la Corona de Aragón, el Archivo General de Simancas, el Archivo General de Indias, el Archivo de la Real Chancillería de Valladolid, el Archivo General de la Administración y el Centro de Información Documental de Archivos).